# دانييل بلوخ
دانييل بلوخ (بالفرنسية: Daniel Bloch )‏ (و. 1938 – م) هو مهندس، من فرنسا.

## جوائز
حصل على جوائز منها:
- ضابط وسام جوقة الشرف
- نيشان الاستحقاق الوطني من رتبة قائد
- وسام السعفات الأكاديمية من رتبة قائد.